# Хюриет (квартал в Багджълар)
„Хюриет“ (на турски: Hürriyet) е квартал на Истанбул, разположен в околия Багджълар. Общата му площ е 0,58 км2. Според данни на Адресната система за регистриране на населението (ABPRS) към 2023 г. населението на „Хюриет“ е 25 567 жители.